# 茹卡斯 (沃克吕兹省)
茹卡斯（法語：Joucas，法語發音：[ʒukas]）是法国普罗旺斯-阿尔卑斯-蔚蓝海岸大区沃克吕兹省的一个市镇，属于阿普特区。

## 地理
茹卡斯（43°55'33"N, 5°15'8"E）面积8.29 平方千米，位于法国普罗旺斯-阿尔卑斯-蔚蓝海岸大区沃克吕兹省，该省份为法国东南部内陆省份，北起德龙省，西北接阿尔代什省，西接加尔省，南至罗讷河口省，东南角与瓦尔省接壤，东临上普罗旺斯阿尔卑斯省。
与茹卡斯接壤的市镇（或旧市镇、城区）包括：米尔斯、戈尔德、鲁西永、圣萨蒂南莱萨普特。
茹卡斯的时区为UTC+01:00、UTC+02:00（夏令时）。

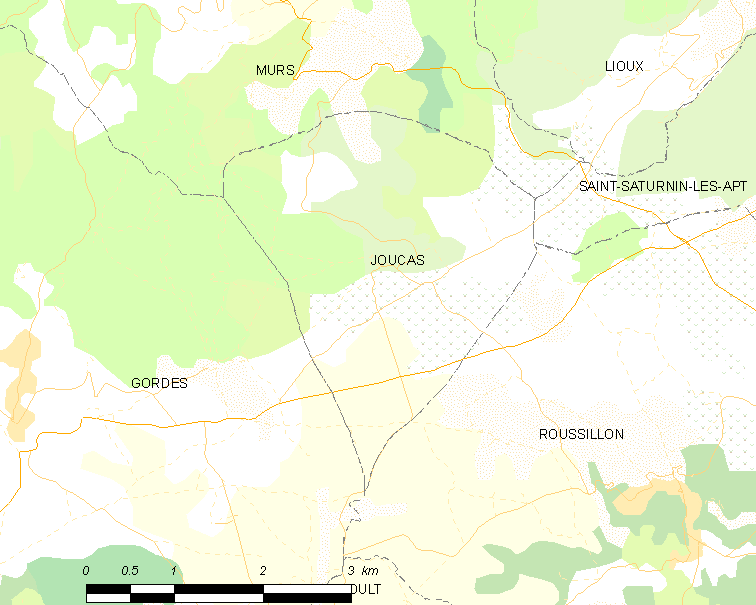
茹卡斯的OSM定位图

## 行政
茹卡斯的邮政编码为84220，INSEE市镇编码为84057。

## 政治
茹卡斯所属的省级选区为阿普特县。

## 人口

1962-2008年间茹卡斯人口变化图示

茹卡斯于2022年1月1日时的人口数量为348人。